# Matsuyama
Matsuyama (Japans: 松山市, Matsuyama-shi) is de hoofdstad van de Japanse prefectuur Ehime. Het is tevens de grootste stad van het eiland Shikoku. Op 1 juni 2009 had de stad 515.531 inwoners. De bevolkingsdichtheid bedroeg 1200 inw./km². De oppervlakte van de stad is 429,04 km². Sinds 1923 is Matsuyama een universiteitsstad.

## Bezienswaardigheden
Matsuyama staat in Japan bekend als een kuuroord. Zeer bekend is de Dogo-Onsen. Het is een van de oudste onsen van Japan. De onsen wordt al genoemd in de beroemde Japanse roman Genji Monogatari, uit de 11e eeuw. Een andere belangrijke toeristenattractie is het kasteel van Matsuyama, gebouwd in 1603.

## Verkeer en vervoer

### Tram
De stad wordt bediend door een tramnet met vijf lijnen, uitgebaat door Iyotetsu. 

### Luchtvaart
Matsuyama heeft een vliegveld, waarvandaan vooral binnenlandse vluchten vertrekken. Er zijn twee internationale bestemmingen: Shanghai en Seoel.
Hieronder een lijst van luchtvaartmaatschappijen die vanaf het vliegveld van Matsayuma vliegen:
- All Nippon Airways (Nagoya-Centrair, Osaka-Itami, Osaka-Kansai, Tokio-Haneda)
- Amakusa Airlines (Kumamoto)
- Asiana Airlines (Seoel-Incheon)
- China Eastern Airlines (Shanghai-Pudong)
- Japan Airlines (Fukuoka, Nagoya-Komaki, Tokio-Haneda)
- Japan Air Commuter (Fukuoka, Kagoshima, Osaka-Itami)
- Japan Transocean Air (Okinawa)

### Wegverkeer
De belangrijkste wegen van en naar Matsuyuma zijn:
- Autoweg 11 naar Tokushima
- Autoweg 33 naar Kochi
- Autoweg 56 naar Kochi

Andere wegen die de stad verbinden zijn de nationale wegen: 196, 317, 379, 437, 440, 494

### Treinverkeer
Matsuyama kan per trein worden bereikt via de Yosan-lijn (Takamatsu-Matsuyama -Uwajima) van JR Shikoku.
De stad en voorsteden worden bediend door drie voorstadslijnen:
- Yokogawara-lijn (Yokogawara-Matsuyama) van de Iyo Spoorwegmaatschappij (伊予鉄道, Iyo Tetsudō)
- Takahama-lijn (Takahama-Matsuyama) (Iyo Spoorwegmaatschappij)
- Gunchu-lijn (Matsuyama — Gunchuko) (Iyo Spoorwegmaatschappij)

## Sport
Matsuyama is de thuisbasis van de voetbalclub Ehime FC, die uitkomt in de J-League 2. De Ehime Mandarine Pirates spelen semi-professioneel honkbal in de Shikoku-Kyushu Island League.

## Partnersteden
- Sacramento, Verenigde Staten
- Freiburg im Breisgau, Duitsland
- Pyeongtaek, Zuid-Korea

## Geboren
- Masaoka Shiki (1867-1902), dichter en essayist
- Mika Saiki (1971), beachvolleybalster
- Reiko Tosa (1976), atlete
- Ryo Aono (1990), snowboarder

## Galerij

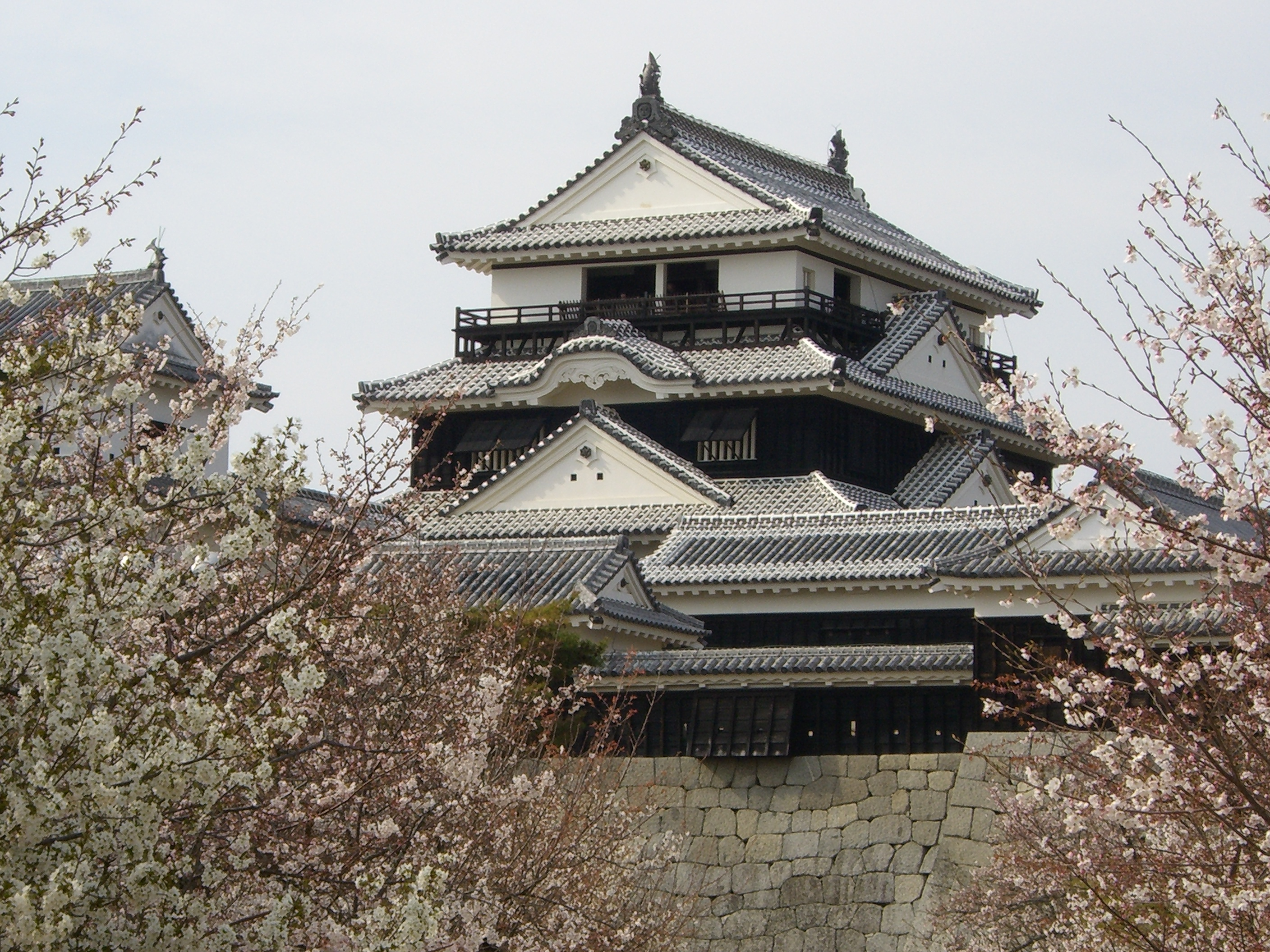
Matsuyama kasteeltoren (Iyo)
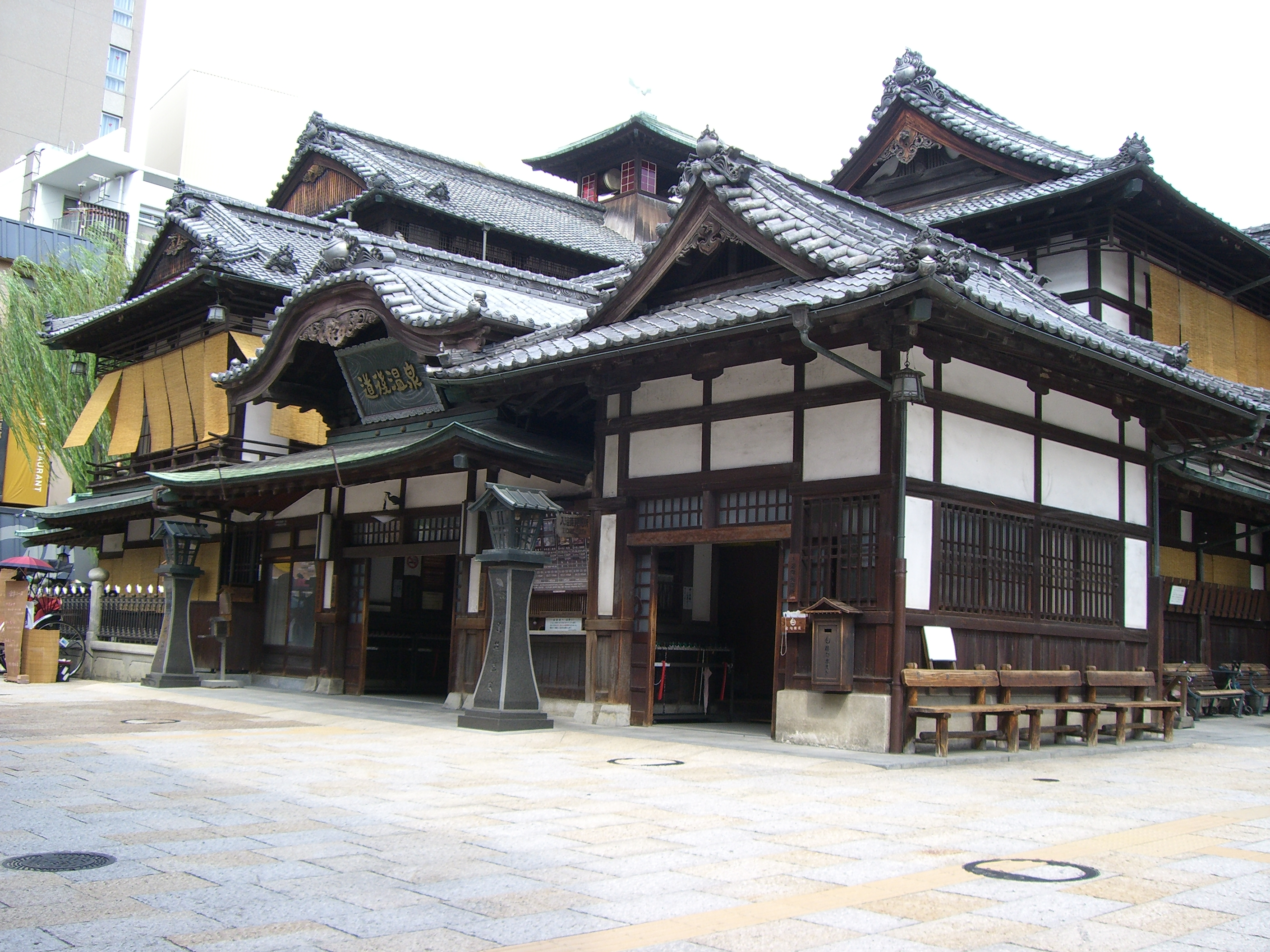
"Dogo Onsen" Hot Springs (hoofdgebouw)